# Encyclopaedia of the Qurʾān
L'Encyclopaedia of the Qurʾān ("Encyclopédie du Coran" abrégé en EQ ) est une encyclopédie de référence consacrée aux études coraniques éditée par le chercheur Jane Dammen McAuliffe et publiée par Brill Publishers. Pour Lawrence Conrad, dans la recherche occidentale sur le Coran, cet ouvrage le premier ouvrage collaboratif complet. Pour Dye et Amir-Moezzi, cette encyclopédie est une encyclopédie de synthèse écrite "par des savants pour d'autres savants".
Publiée jusqu'en 2006, cette encyclopédie a été suivie d'une version en ligne qui permet d'intégrer les nouvelles découvertes ou approches, comme l'étude du Coran dans le contexte de l'Antiquité tardive ou les études contextuelles basée sur l'épigraphie.

## Volumes
Elle a été publiée en cinq volumes entre 2001 et 2006:
- vol. I : AD (année de publication 2001)
- vol. II : IE (2002)
- vol. III : JO (2003)
- vol. IV : P-Sh (2004)
- vol. V : Si-Z (2006)
- Index vol. (2006)